# Черноопашата чайка
Черноопашатата чайка (Larus crassirostris) е вид птица от семейство Чайкови (Laridae).

## Разпространение
Видът е разпространен във Виетнам, Китай, Русия, Северна Корея, Хонконг, Южна Корея и Япония.